# Damian de Allende
Damian de Allende (* 25. listopadu 1991, Kapské Město) je jihoafrický ragbista hrající na pozici tříčtvrtky za japonský klub Saitama Wild Knights. 
Jako hráč irského Munsteru byl v sezoně 2020/21 vybrán do nejlepší sestavy ligy PRO14. V roce 2022 a 2024 byl světovou rugbyovou asociací vybrán do nejlepší sestavy světa.
S jihoafrickou reprezentaci získal bronzovou medaili na MS 2015 a dvakrát se stal mistrem světa (MS 2019 a MS 2023). Taky vyhrál v roce 2019 a 2024 Rugby Championship (soutěž pro Nový Zéland, JAR, Argentinu a Austrálii). Debut za reprezentaci zažil v roce 2014 proti Argentině v Rugby Championship a první reprezentační pětku položil v zápase MS 2015 proti USA.